# دمى الأميش

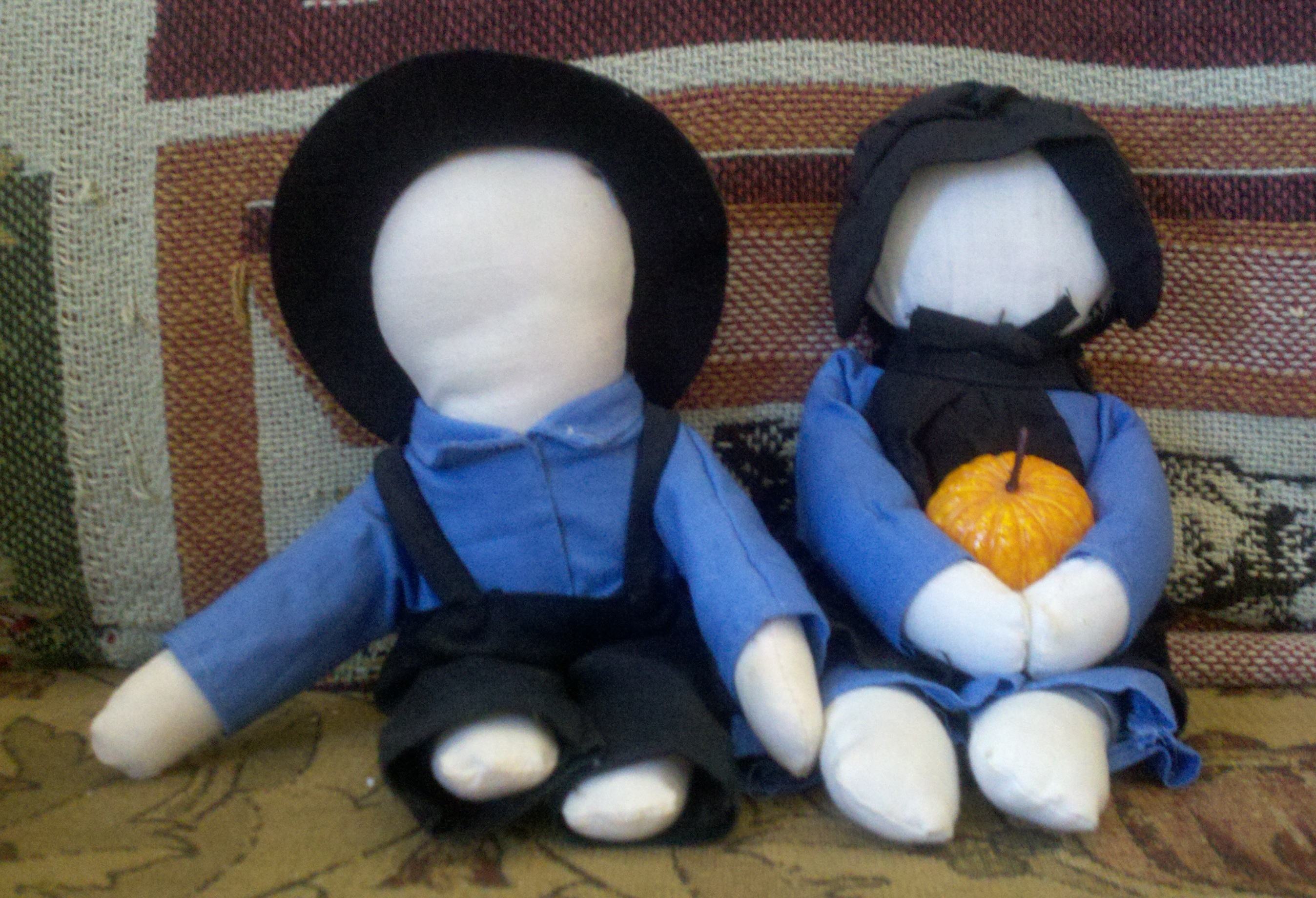
Amish Dollsدمى الأميش

دمى الأميش ((الانجليزية)): دمى الأميش هي نوع من الدمى القماشية وشكل شهير من الفن الشعبي الأمريكي التي نشأت كألعاب للأطفال بين شعب النظام القديم من الأميش. في حين أن بعض دمى الأميش لديها وجوه، أشهرها ليست كذلك، للتأكيد على حقيقة أن الجميع متشابهين في عيون الرب. على أية حال، لم تكن جميع دمى الأميش بدون وجوه. ملابس دمى الأميش مشابهة إلى حد كبير للملابس التي يرتدونها أطفال جماعة الأميش. الدمى مشتركة بين أطفال جماعة الأميش «الأولاد والبنات» لأنهم لايمتلكون ألعاباً فلذلك يلعبون بها جميعًا.أقمشة الدمى متينة وملونة. جسد الدمية غالباً من قماش لونه أبيض أو كريمي مثل قماش الموصلين«قماش مصنوع من القطن» غير ملون، في حين أن المواد التقليدية التي أستعملت في صناعة الدمى هي في الأصل بقايا من ملابس أفراد الأسرة. تصنع الوجوه غالباً من قماش بلاستيكي مشمع. الدمى تحشى تقليدياً بقطع قماش، ومن الشائع أيضًا في هذه الأيام حشو الدمى باستعمال القطن أو قماش الفازلين.

من الممكن أن تخاط الدمى باليد أو مكينة الخياطة. الحياكة بواسطة آلة الحياكة عند جماعة الأميش عادةً يقام بها بواسطة آلة الحياكة التي تملك مدوس يتحرك بواسطة دوس القدم عليه.ليس شائعًا في دمى الأميش القديمة أن نرى طبقات من الملابس على رأس أو جسد واحدة من الدمى، فعندما تصبح الدمية متسخة بشدة أو مهندمة بشكل سيء الرأس وأيضاً الأذرع والساقان يغطون بشكل كامل بملابس جديدة أخرى.
دمى الأميش العتيقة التي صنعت وتم استعمالها من قبل أطفال جماعة الأميش قابلة للتحصيل والتجميع بشكل كبير جداً ويمكن بيعها لما يزيد عن 1000 دولار أمريكي لكن النسخ المقلدة التي صنعت للخداع قد انتشرت كثيراً في الأسواق.

.

## التاريخ
هناك العديد من الروايات حول أصول الدمى التي لا وجه لها من قبل أطفال الأميش. تقول إحدى الروايات أنه أُعطيت فتاة أميش صغيرة دمية قماشية تملك وجهًا بمناسبة عيد الميلاد. أصبح والدها منزعجًا وقطع رأس الدمية. وبحسب ماورد قال «الرب وحده يمكنه أن يخلق الناس».
ثم استبدل الرأس بجورب محشو ليس له وجه. لعبت الطفلة بسعادة مع الدمية لسنوات عديدة. قام بعض أطفال الأميش بلف البطانيات حول جذوع الأشجار الصغيرة وتظاهروا بأنهم دمى. تقول الدراسة السوسيولوجية من عام 2007 أنه يتم ترك الدمى بلا وجه لأن «الجميع متشابهون في عيون الرب»، وأن قلة ملامح الوجه تتوافق مع وصية الكتاب المقدس ضد الصور المنحوتة.
كانوا معظم صانعي دمى الأميش مجهولين، باستثناء ليزي لاب (1860–1932) من مقاطعة لانكستر، بنسلفانيا، التي باعت دميتها باسمها. تم صنع دمى مماثلة من قبل أعضاء كنائس المينونايت، وهي مجموعة دينية ذات صلة.

## سوق سياحي
هناك اهتمام كبير في اقتناء وجمع دمى الأميش بدأ في عام 1930 .وفي عام 1939 وصف البروفسور كورنيليوس ويغاندت في جامعة بنسلفانيا مجموعته التي اقتناها من دمى الأميش والمينوناتية مشيداً بالإخلاص المضني لأزيائهم. الإعلانات الوطنية لدمى الأميش ظهرت في مجلة هاوس وجاردين في عام 1941. على أية حال هذه الدمى تملك وجوه. ومع زيادة السياحة على مر العقود، الدمى التي لاتملك وجوه ظهرت في متجر المقتنيات التذكارية قريباً من جماعات الأميش. في عام 1955 قام جون أ. هوستتلر خبير في مجتمعات الأميش بوصف تسويق الدمى للسياح كجزء من نشر وتسويق ثقافة الأميش.